# きずな (企業)
株式会社きずなは、東京都中央区に本社を置く企業である。

## 概要
1988年に株式会社メッツとして設立され、宛名印刷ソフト「筆自慢」などをリリースしていた。2002年頃から中古マンション向けセキュリティシステムの開発・販売を始め、2005年頃からは自ら不動産を取得し、セキュリティシステムを中心とした改装を行い、販売するようになった。
現在は主として不動産売買や仲介など不動産事業を行っている。
2011年、不動産市況の悪化等により一旦会社を解散することを発表したが、新たなスポンサーが名乗り出たことを理由に解散を撤回した。

## 主な事業
- 不動産事業

取得販売・買取再販・売買仲介（事業領域は東京の都心3区・城東地区、千葉県東葛地区）
JV・コンサルティング
- IT事業

## かつての事業
- パソコンソフトウェア事業

宛名印刷ソフト「筆自慢」、DTPソフト「G.CREW」、ペイントソフト「PhotoCrew」ワープロソフト「PLASMA」などの製品を出していた。  2004年に事業から撤退。アールアンドアイリサーチに譲渡した。
- ASPセキュリティ事業

監視カメラの映像をインターネット上のサーバーに自動で録画するシステム「Smart Viewer」の構築、販売。
- ポータル事業

## 沿革
- 1988年7月 - 株式会社メッツ設立。
- 1991年10月 - 毛筆宛名書きソフト「筆自慢」発売。
- 1994年6月 - 日本語ワープロソフト「PLASMA」発売。
- 1995年6月 - グラフィックソフトウェア「G.CREW」発売。
- 2000年2月 - 東証マザーズ上場。
- 2003年4月 - 子会社のアイミディアが、アロンエステートとセキュリティ事業に関する代理店契約締結。
- 2004年4月 - 一般向けソフトウェア事業から撤退。
- 2004年9月 - アイミディアを解散。
- 2004年10月 - アロンエステートを子会社化。グループ内での不動産事業開始。
- 2006年4月 - アロンエステートを吸収合併。
- 2011年11月 - 会社を解散することを発表[5]。
- 2012年2月 - 千葉県在住の個人による公開買付が完了した[6]ことを受け、解散を決議する臨時株主総会の招集を中止[7]。
- 2015年8月 - 2012年の株主異動が不適当な合併（合併等による実質的存続性喪失）にあたる[8]として、上場廃止[9][10]。
- 2017年2月 - 株式会社きずなに商号変更。
- 2020年4月 - 本社を東京都港区から東京都中央区へ移転。